# Bitva na předměstí Saint-Antoine
Bitva na předměstí Saint-Antoine se uskutečnila 2. července 1652 poblíž brány Saint-Antoine u Paříže během Frondy. Střetlo se zde královské vojsko vedené maršálem Henrim de La Tour d'Auvergne de Turenne s jednotkami Frondy pod vedením Velkého Condého.

## Průběh bitvy
Condé se svými oddíly dorazil před Paříž na předměstí Saint-Antoine. Brány mu však zůstaly uzavřeny a Condé riskoval, že se s vojskem ocitne mezi hradbami a královskými jednotkami vedenými de Turennem, které směřovaly od východu.
Anna Marie Louisa Orleánská, dcera Gastona Orleánského, přesvědčená Condého velitelem Charlesem de Fiesque, že se Condé dostal do bezvýchodné situace, nechala otevřít bránu Saint-Antoine, aby Condé mohl vstoupit do města. Tím Paříž padla do jeho rukou a maršál de Turenne v pokusu o dobytí města zpět do královské moci neuspěl. V říjnu 1652 však byl Condé nucen vrátit Paříž do královských rukou, čímž nastalo závěrečné období Frondy.